# Stensviks metrostation
Stensvik (finska: Kivenlahti) är en metrostation inom Helsingfors metro som togs i bruk i december 2022.
Stationen ligger i Stensvik i stadsdelen Esboviken i Esbo och är ändstation på linje M1 under västmetrons andra fas.